# Трагвайн
Трагвайн (нем. Tragwein) — коммуна (Gemeinde) в Австрии, в федеральной земле Верхняя Австрия.
Входит в состав округа Фрайштадт. Население составляет 3078 человек (на 31 декабря 2005 года). Занимает площадь 39 км². Официальный код — 40620.

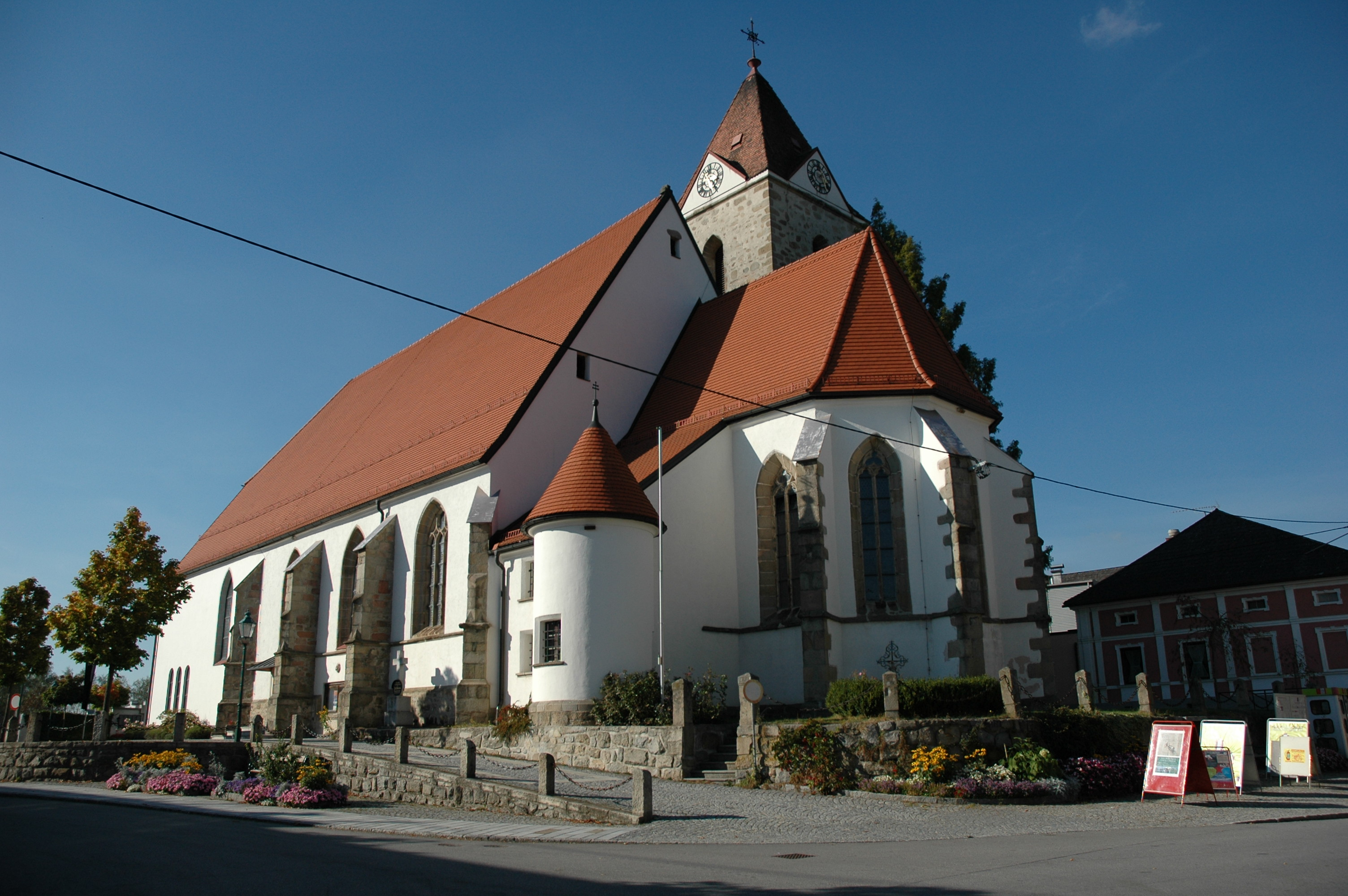
Рыночная площадь

## Политическая ситуация
Бургомистр коммуны — Йозеф Надерер (АНП) по результатам выборов 2003 года.
Совет представителей коммуны (нем. Gemeinderat) состоит из 25 мест.
- АНП занимает 14 мест.
- СДПА занимает 11 мест.